# Michael Spivakovsky
Michael Spivakovsky, russisch Майкл Спиваковский (geboren 9. November 1919 in London; gestorben 13. Mai 1983 in New York City) war ein britischer Geiger, Dirigent und Komponist.

## Leben
Michael Spivakovsky, Sohn eines russischen Cellisten und einer englischen Mutter, war ein Neffe der Spiwakowski-Brüder, die alle Musiker und Lehrer waren: Adolf (1891–1958), Jascha (1896–1970), Isaak (1902–1977) und Tossi (1906–1998).
Spivakovsky hatte sich auf die leichte klassische Musik spezialisiert und spielte Violine, seltener Bratsche, in verschiedenen Orchestern, auch in einem von Frank Sinatra für eine Album-Aufnahme zusammengestellten Orchester. Auch dirigierte er sein eigenes Orchester Stradivari.
Spivakovsky komponierte verschiedene Werke, so auch den Tango of Violins 1955 und die Valse Burlesque. Sein bekanntestes Werk wurde sein Concerto for Harmonica, das erste große Konzert für (chromatische) Mundharmonika und Orchester, das 1951 von Tommy Reilly mit dem London Radio Concert Orchestra unter der Leitung von Mark Lubbock im Rahmen des Festival of Britain uraufgeführt wurde.